# Restorative Justice
Restorative Justice (englisch: to restore: wiederherstellen; justice: Justiz; Gerechtigkeit) ist eine auch außerhalb des angelsächsischen Sprachraums verwendete Bezeichnung für eine Form der Konflikttransformation durch ein Wiedergutmachungsverfahren. Sie kann eine Alternative zu gängigen gerichtlichen Strafverfahren oder auch gesellschaftliche Initiativen außerhalb des Staatssystems bezeichnen.
Restorative Justice bringt die direkt Beteiligten (Geschädigte, Beschuldigte) und manchmal auch die Gemeinschaft zu einer Suche nach Lösungen zusammen. Dabei wird auf Wiedergutmachung materieller und immaterieller Schäden und die Wiederherstellung von positiven sozialen Beziehungen abgezielt. Die Bewegung hin zu Restorative Justice kommt aus verschiedenen philosophischen Richtungen und Beweggründen: vom Wunsch nach Stärkung der Rolle der Geschädigten im Verfahren über die Suche nach menschlichen Alternativen zu Strafe bis hin zum Bestreben, Kosten und Arbeitsbelastung im herkömmlichen Justizsystem zu mindern und die Effektivität zu erhöhen.
Praktiken der Restorative Justice finden sich in den Traditionen vieler Kulturen, z. B. in indigenen Kulturen Neuseelands, Nordamerikas oder Hawaiis. Auch die meisten Rechtsordnungen westlicher Länder beinhalten mittlerweile Elemente der Restorative Justice, etwa den Tatausgleich in Österreich oder den Täter-Opfer-Ausgleich in Deutschland.

## Geschichte
Seit Jahrtausenden gibt es Bestimmungen über Wiedergutmachung, zum Teil auch über Verständigung und Heilung sozialer Beziehungen, in den Rechtsordnungen verschiedener Weltregionen.
Die Māori in Aotearoa / Neuseeland etwa, die Bewohner Australiens und Hawaiis hatten sehr elaborierte Systeme der Restorative Justice. Auch in mehreren nordamerikanischen Gemeinschaften gab (und gibt) es die Tradition des Councils, des Rates, des Redekreises, der auch einen starken Einfluss auf das Erstarken der Restorative-Justice-Bewegung in Kanada und den USA hatte. Der sumerische Codex Ur-Nammu (ca. 2100 v. Chr.) und der babylonische Codex Hammurabi (ca. 1700 v. Chr.) enthielten Regelungen zu Schadenersatz und Wiedergutmachung bei verschiedenen Delikten. Die altirischen Brehon Laws enthalten sehr umfangreiche Regelungen zu Schadenersatzzahlungen und zu Pflegeleistungen bei Körperverletzungen. Auch die Gesetze unter dem Frankenkönig Chlodwig I. (um 500 n. Chr.) und dem englischen Ethelbert von Kent (um 600 n. Chr.) enthielten Bestimmungen zur Wiedergutmachung bei Vergehen. Erst im Laufe des Mittelalters begannen sich in Europa zunehmend Rechtssysteme auszubreiten, die auf Vergeltung aufgebaut sind, und die Vergehen nicht als eine Verletzung der Rechte der Geschädigten begreifen, sondern als Verletzung eines abstrakten Rechtsprinzips, als dessen Repräsentant der Staat auftritt.
In der jüngeren Vergangenheit, insbesondere seit Mitte des 20. Jahrhunderts, gibt es verstärkte Bestrebungen in Europa und Nordamerika, das Prinzip der Restorative Justice wieder zu beleben und auch in den staatlichen Rechtsordnungen zu verankern. Dies ist häufig zuerst in kleineren Projekten und Versuchsstudien erfolgt, bevor es zu einer fixen gesetzlichen Verankerung und einer beginnenden Ausweitung des Anwendungsbereiches kam.

## Grundelemente und Ziele
Die UN-Resolution zu Restorative Justice aus 2002 baut auf einer Empfehlung des Europarats aus 1999 auf, in der er Mediation in Strafsachen als eine flexible, umfassende, lösungsorientierte, partizipative Ergänzung oder Alternative zu klassischen Strafverfahren hervorhebt. Besonders betont werden dabei folgende Aspekte:
- die aktive Rolle, die sowohl die Geschädigten als auch die Beschuldigten im Verfahren übernehmen können
- die Möglichkeit der Einbeziehung der Gemeinschaft (z. B. Angehörige, betroffene Nachbarn)
- die Stärkung der Rolle der Geschädigten und ihrer Bedürfnisse, etwa nach Entschuldigung oder materieller Wiedergutmachung
- die Förderung der Verantwortungsübernahme durch die Verursacher, in Worten und Taten, was auch die Grundlage für die spätere Wiedereingliederung in das soziale Gefüge verbessern kann.

Die wesentlichen Elemente der Restorative Justice können auch folgendermaßen dargestellt werden:
- Das soziale Element: Die Wahrnehmung und der Umgang mit den Ereignissen in ihrem sozialen Kontext, das heißt in ihren Beziehungszusammenhängen und mit ihren emotionalen Bezügen; d. h. nicht nur als abstrahierter „Straftatbestand“. Dies soll insbesondere den Geschädigten ermöglichen, sowohl ihren emotionalen als auch ihren materiellen Bedürfnissen Gehör zu verschaffen.
- Das partizipatorische Element: Die aktive Partizipation der betroffenen Parteien; keine Abtretung der aktiven Rolle an Autoritäten, die Entscheidungen fällen ohne Mitspracherecht oder Einwilligung der direkt Betroffenen. Die Freiwilligkeit der Teilnahme auf allen Seiten ist dabei eine wichtige Bedingung.
- Das Element der Wiedergutmachung: Der Ausgleich des Leides oder des Schadens, der jemandem zugefügt wurde, durch Akte und Dienste, die diesen Personen zugutekommen. Statt zusätzlichen Leidens für die Täter soll es also Wiedergutmachung für die Opfer geben.

In der Praxis nehmen Restorative Justice-Programme viele verschiedene Ausformungen an, die die genannten Prinzipien in jeweils unterschiedlicher Weise und unterschiedlich stark verwirklichen.

## Ausprägungen der Restorative Justice im Justizkontext
Restorative Justice-Programme im Kontext von Justizsystemen gibt es in vielen verschiedenen Ausprägungen. Unter anderem lassen sie sich nach den unten angeführten Kriterien einteilen.

### Behandelte Themen
- Leichte Vergehen: Viele Restorative Justice-Programme in Europa und Nordamerika haben mit leichten Straftaten begonnen, wie etwa Sachbeschädigung oder leichte Körperverletzung. Häufig sind auch heute noch schwere Straftaten, wie Mord und andere Tötungsdelikte, von Restorative Justice-Programmen ausgenommen.
- Schwere Verbrechen: In anderen Fällen widmen sich Restorative Justice-Programme gerade den schwersten aller Verbrechen. Das bekannteste Beispiel dazu ist die Wahrheits- und Versöhnungskommission in Südafrika, die nach dem Ende der Apartheid die Aufarbeitung einer Geschichte von schwersten, systematischen Menschenrechtsverletzungen und eine friedliche Zukunft ermöglichen sollte.

### Beteiligte am Verfahren
- Zwei-Parteien-Mediation: Programme wie der Tatausgleich in Österreich oder der Täter-Opfer-Ausgleich in Deutschland bringen nur die unmittelbar Geschädigten und die direkt der Tat Verdächtigen in einem Mediationsverfahren zusammen.
- Conferencing und Circles: Restorative Justice-Ansätze vieler indigener Gemeinschaften, und auch die Rechtslage in Australien und Neuseeland, binden mehr als nur zwei Parteien in das Verfahren ein. Das können Nachbarn sein, die sich z. B. von einem Einbruch mit verunsichert fühlen; Eltern und Freunde von straffälligen Jugendlichen; Unterstützungspersonen der direkt Betroffenen; andere für das Geschehen und den zukünftigen Rechtsfrieden wichtige Personen und Einrichtungen (in manchen Fällen z. B. das Jugendamt, oder Polizisten)[6]
- Moderation durch Freiwillige oder durch spezialisierte Hauptamtliche: Die Moderation des Restorative Justice-Verfahrens wird in manchen Ländern durch Hauptamtliche mit einer langen, vorgeschriebenen Ausbildung geleistet (z. B. Österreich), in anderen durch Freiwillige, die aus einem ähnlichen sozialen und kulturellen Umfeld wie die Parteien kommen und ein gutes Gespür für die Situation und die beteiligten Menschen mitbringen sollen. Das Vertrauen der Parteien wird hier eher über Augenhöhe von „Menschen wie du und ich“ als über „Expertenstatus“ gesucht. Nach einer relativ kurzen Einschulung gibt es in diesem System vor allem begleitende Supervision und Reflexionsmöglichkeiten. Ein Beispiel dafür wäre Finnland.

### Institutioneller Kontext und Zeitpunkt des Verfahrens
- Im Strafverfahren: Diversion statt Strafe/Gefängnis: Restorative Justice-Programme können als Alternative zum Strafverfahren gestaltet sein, z. B. in Österreich: Hier wird nach Anklageerhebung ein Mediationsverfahren angeboten. Ist dieses erfolgreich, wird die Strafverfolgung eingestellt; ist die Mediation nicht erfolgreich, läuft das gerichtliche Strafverfahren ab.
- Zusätzlich zur Strafe, im Gefängnis, vor der Entlassung: Restorative Justice-Programme können auch nach einer strafrechtlichen Verurteilung, z. B. im Gefängnis oder vor der Entlassung stattfinden. Freiwillige Begegnungen zwischen Verurteilten und Geschädigten sollen helfen, innerlich soweit mit dem vergangenen Geschehen abzuschließen, dass ein Weiterleben und eine Zukunftsorientierung möglich wird. Die Verurteilten bekommen neue Möglichkeiten, aktiv Verantwortung zu übernehmen; die Geschädigten bekommen weitere Möglichkeiten der Minderung des materiellen und immateriellen Schadens. Auch können eventuell mit der Entlassung verbundene Ängste gemildert werden. Beispiele dazu gibt es etwa in den USA. Manchmal werden solche Prozesse auch jenseits des Rechtssystems, auf Eigeninitiative der betroffenen Menschen ergriffen.[7]

## Restorative Justice als gesellschaftliches Konflikttransformationsmodell
Auch außerhalb und unabhängig vom staatlichen Justizsystem gibt es Restorative Justice-Praktiken, entweder als Weiterführung bestehender Traditionen oder als neue Initiativen von Einzelpersonen oder Gruppen. Beides kann völlig informell oder in formalisierter Form erfolgen. Diese Initiativen zielen darauf ab, ein friedensstiftendes Instrument für soziopolitische, religiöse, kulturelle, ethnische oder binnenstaatlich bezogene Konflikte zu etablieren.
Manchmal entwickeln solche Initiativen große Breitenwirkung durch Multiplikation (z. B. peer mediation Programme, die dann in vielen Schulen ähnlich entstehen), manchmal stoßen sie eine Veränderung im staatlichen Rechtssystem an.
Um als Restorative Justice klassifiziert werden zu können, müssen diese Praktiken den Prinzipien der Partizipation, der Ermächtigung und Verantwortungsübernahme entsprechen. Wiedergutmachung materieller und immaterieller Schäden muss einen zentralen Stellenwert haben. Wie weit das gelingt, und wie weit einfach eine unhilfreiche Reproduktion informeller Machtstrukturen droht, sollte im jeweiligen Kontext genau betrachtet werden.
Als Zielvorstellung kann Restorative Justice als Weg zur Kompetenzbildung in der Gesellschaft gesehen werden: statt wiederholt die Erfahrung zu machen, dass bei Konflikten Entmündigung durch eine übergeordnete Autorität einsetzt, kann ein eigenverantwortlich-konstruktiver Umgang mit Konflikten erfolgen.

### Traditionen und gemeinschaftliche Praktiken
Mediation, Gemeinschaftskreise und Gruppenberatungsprozesse haben in vielen Regionen der Welt Tradition und bestehen neben der staatlichen Rechtsordnung weiter. Ausgeprägtere Formen wie bei Gemeinschaften in Kanada sind teilweise in der staatlichen Rechtsordnung berücksichtigt. Auch in Europa gibt es etwa eine Tradition von informeller Mediation (durch Verwandte, Freunde, respektierte gemeinsame Bekannte etc.)
Gleichzeitig werden – oft inspiriert von diesen Traditionen – neue Formen entwickelt, z. B. Restorative Circles, die als Initiative einer Einzelperson in den Favelas Brasiliens begonnen haben, sich nun in verschiedenen brasilianischen Kontexten wiederfinden, und auch von Übungsgruppen u. a. in Deutschland aufgegriffen werden.

### Programme an Institutionen
Manche Restorative Justice-Programme sind Teil von bestehenden Institutionen: sie werden z. B. in Schulen initiiert, um mit Konflikten zwischen Jugendlichen oder zwischen Lehrenden und Kindern in konstruktiver Form umzugehen. Seit Mitte der 1990er Jahre hat sich die Implementierung von Restorative Justice-Programmen an Schulen vervielfacht. Diese werden sowohl in proaktiver als auch in reaktiver Form angewendet, wobei die Programme in engem Zusammenhang mit dem Fördern von sozialen und emotionalen Fähigkeiten stehen. Die Relevanz der Anwendung in Schulen wird unter anderem damit begründet, dass die sozialen Konstellationen in Schulen sozusagen eine Miniatur-Abbildung der Gesellschaft darstellen und dass die heranwachsende Generation die zukünftige gesellschaftliche Entwicklung gestalten wird.
Die zentralen Werte der Restorative Justice-Programme in Schulen wurden vom Restorative Justice Consortium wie folgt definiert: erstens die Möglichkeit des Aufeinandertreffens bzw. die Teilnahme an einem Dialog, zweitens das Element des Wiedergutmachung und der Entschuldigung, drittens die Ermöglichung von Reintegration und viertens ein höchstmögliches Ausmaß an Involviertheit. Eine Vielzahl empirischer Untersuchungen zeigt, dass hinsichtlich des Verhaltens und der Einstellung von beteiligten Jugendlichen eine Tendenz in Richtung grundlegender Veränderungen besteht. In der Evaluation eines Mediationsprogrammes an Schulen in Dänemark heißt es beispielsweise, dass diese deutlich weniger destruktiv handeln und sie einen Prozess der Selbstermächtigung erleben können.
Auch in Wohnanlagen oder Vierteln mit hohem Konfliktpotenzial unter den Bewohnern werden oft Angebote wie Mediationsstellen institutionalisiert. In Wien kann zum Beispiel die Institution Wohnpartner - Das Nachbarschafts-Service im Wiener Gemeindebau genannt werden. Wohnpartner unterstützt nach eigener Angabe Mieter bei Nachbarschaftskonflikten und zielt darauf ab, das Miteinander im Wiener Gemeindebau zu stärken sowie den Dialog zu fördern.

### Einzelinitiativen
Auch Einzelpersonen ergreifen oft die Initiative zu Praktiken, die als Restorative Justice gesehen werden können; z. B. Hinterbliebene von Mordopfern, die dem Täter begegnen wollen, um sich mit dem Geschehenen auseinandersetzen zu können und für sich selbst einen Weg in ihr weiteres Leben zu finden. Der englische Verein "The Forgiveness Project" lässt solche Menschen zu Wort kommen - auf seiner Internetseite sowohl wie in Ausstellungen. Ein Beispiel aus dem südafrikanischen Kontext ist das einer jungen US-amerikanischen Frau, Amy Biehl. Diese hatte sich in der südafrikanischen Transitionsphase für einen friedlichen Wandel engagiert und wurde 1993 infolge von gewalttätigen Unruhen in einem Township in der Nähe von Cape Town ermordet. Vier junge Männer wurden für die Tat zu 18 Jahren Haft verurteilt, welche im Rahmen der Tätigkeiten der südafrikanischen Wahrheits- und Versöhnungskommission (TRC) Amnestie beantragten. Amy Biehls Eltern beteiligten sich sodann ebenfalls an den Anhörungen und befürworteten den Antrag, woraufhin diesem stattgegeben wurde. Im Sinne eines Beitrags zum neuen Südafrika gründeten die Eltern 1997 die NPO Amy Biehl Foundation, welche eine Reihe von kulturell und sozial ermächtigenden Kursen für Kinder und Jugendliche in den Townships von Cape Town gestaltet.
Ein weiteres Beispiel ist die Geschichte von Kathleen Pequeño, die der Dokumentarfilm "To Germany, With Love" (Originaltitel "The Worst Thing") erzählt. 1985 verlor Kathleen Pequeño ihren Bruder Edward „Eddie“ Pimental, einen mexikanisch-amerikanischen Soldaten, im Vorfeld des Sprengstoffanschlages auf die Rhein-Main Air Base in Wiesbaden durch die Rote Armee Fraktion (RAF). Unzufrieden mit dem formaljuristischen Umgang mit Tätern und Opfern sucht sie Jahre später den Kontakt zu den Verantwortlichen für den Tod ihres Bruders, wie z. B. der damaligen RAF-Terroristin Birgit Hogefeld, sowie zu anderen ehemaligen RAF-Mitgliedern in Deutschland, um mit ihnen über die Auswirkungen dieses gewaltsamen Todes zu sprechen. Dabei vertraut sie den Methoden der Restorative Justice, also einer die Wunden heilenden Suche nach Gerechtigkeit, Dialog und Heilung. Begleitet wurde sie bei diesen Gesprächen von Annett Zupke als Dialog Facilitator.

## Erfolgskriterien und Ergebnisse
Untersuchungen in unterschiedlichen westlichen Ländern ergaben, dass die Teilnehmenden eines Restorative Justice-Prozesses weniger oft rückfällig, d. h. erneut straffällig wurden als Menschen mit vergleichbaren Delikten, die vom Gericht verurteilt und bestraft werden. Die Erfolgsraten der Restorative Justice-Programme waren oft sogar sehr viel besser. Es lässt sich jedoch nicht sagen, ob ein Teil dieses Unterschieds daher rührt, dass sich vielleicht vor allem diejenigen zur (ja freiwilligen) Teilnahme an einem Restorative Justice-Programm bereit erklären, die auch sonst nicht rückfällig geworden wären. Eine umgekehrte Tendenz (dass die Rückfälligkeit durch Restorative Justice ansteigen würde) zeigt sich jedenfalls nicht.
Neben den Rückfallquoten kann auch die Zufriedenheit der Beteiligten, insbesondere der Geschädigten, als Erfolgskriterium herangezogen werden, sowie das Ausmaß, in dem sie Wiedergutmachung oder Schadenersatz tatsächlich erhalten haben. Meta-Studien bescheinigen Restorative Justice-Programmen auch in diesen beiden Punkten einen höheren Erfolg. Die Bereitschaft sowohl von Geschädigten als auch von Beschuldigten, statt an einem Strafprozess an einem Restorative Justice-Verfahren teilzunehmen, ist oft ebenfalls sehr hoch.